# Palmemonumentet

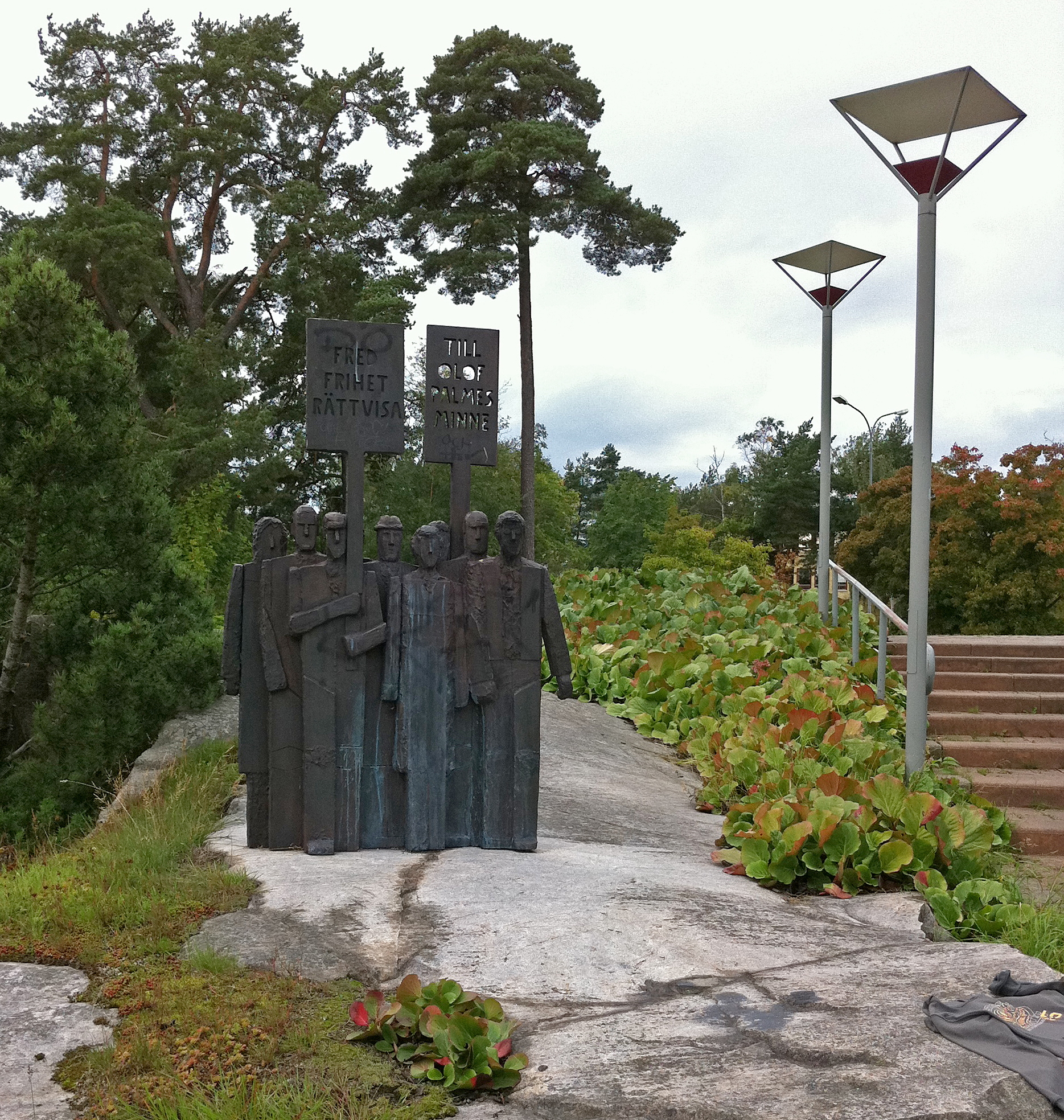
Palmemonumentet

Palmemonumentet är ett minnesmärke i brons utanför Träffen i Nyköping.
Palmemonumentet är utfört av Thomas Qvarsebo och föreställer ett demonstrationståg. Det inköptes av Folkparkernas Centralorganisation 1993 med ekonomiskt bidrag från Nyköpings kommun och Statens kulturråd. 